# Tereza Martincová
Tereza Martincová (Praag, 24 oktober 1994) is een tennisspeelster uit Tsjechië. Martincová speelt rechtshandig en heeft een tweehandige backhand.

## Loopbaan

### Enkelspel
Martincová debuteerde in 2010 op het ITF-toernooi van Wiesbaden (Duitsland). Zij stond in 2013 voor het eerst in een finale, op het ITF-toernooi van Antalya (Turkije) – zij verloor van de Braziliaanse Beatriz Haddad Maia. In 2014 veroverde Martincová haar eerste titel, op het ITF-toernooi van Iraklion (Griekenland), door landgenote Pernilla Mendesová te verslaan. Tot op heden(juni 2022) won zij vier ITF-titels, de meest recente in 2019 in Essen (Duitsland).
In 2013 kwalificeerde Martincová zich voor het eerst voor een WTA-hoofdtoernooi, op het toernooi van Neurenberg. Op de WTA-toernooien bereikte zij de halve finale op het toernooi van Québec in 2016 en op het toernooi van Gstaad in 2017.
Op 10 april 2017 kwam zij binnen in de top 150 van de WTA-ranglijst. In augustus 2017 had zij haar grandslamdebuut, op het US Open.
Op 5 april 2021 kwam Martincová binnen in de top 100 van de WTA-ranglijst. In juli bereikte zij de finale van het WTA-toernooi van Praag – zij verloor de eindstrijd van landgenote Barbora Krejčíková.
Haar hoogste notering op de WTA-ranglijst is de 40e plaats, die zij bereikte in februari 2022.

### Dubbelspel
Martincová was in het dubbelspel minder actief dan in het enkelspel. Zij debuteerde in 2010 op het ITF-toernooi van haar thuishaven Praag (Tsjechië), samen met landgenote Karolína Čechová. Zij stond in 2012 voor het eerst in een finale, op het ITF-toernooi van Hvar (Kroatië), samen met landgenote Petra Rohanová – zij verloren van het Tsjechische duo Martina Kubičíková en Tereza Smitková.
In 2014 speelde Martincová voor het eerst op een WTA-hoofdtoernooi, op het toernooi van Bakoe, samen met de Oekraïense Oleksandra Korashvili. Zij bereikten er de tweede ronde.
Tussen oktober 2018 en juni 2021 nam Martincová niet aan het dubbelspel deel.
Martincová stond in 2022 voor het eerst in een WTA-dubbelspelfinale, op het toernooi van Melbourne samen met de Egyptische Mayar Sherif – zij verloren van het koppel Bernarda Pera en Kateřina Siniaková. Op de ultimo van januari kwam zij binnen in de top 100 van de wereldranglijst. In september won zij haar eerste WTA-titel, op het dubbelspeltoernooi van Portorož, samen met de Oekraïense Marta Kostjoek.

## Posities op deWTA-ranglijst
Positie per einde seizoen:
| jaar | rang enkelspel | rang dubbelspel |
| ---- | -------------- | --------------- |
| 2011 | 876            | –               |
| 2012 | 457            | 680             |
| 2013 | 297            | 650             |
| 2014 | 277            | 387             |
| 2015 | 183            | 923             |
| 2016 | 158            | 514             |
| 2017 | 140            | 817             |
| 2018 | 212            | 527             |
| 2019 | 130            | –               |
| 2020 | 120            | –               |
| 2021 | 48             | 189             |

## Palmares
| Legenda                 |
| ----------------------- |
| Grandslamtoernooi       |
| Olympische Spelen       |
| Year-End Championships  |
| Premier Mandatory       |
| Premier Five / WTA 1000 |
| Premier / WTA 500       |
| International / WTA 250 |
| Challenger / WTA 125    |

### WTA-finaleplaatsen enkelspel
| nr.              | finale     | toernooi  | ondergrond | tegenstandster     | score    |         |
| ---------------- | ---------- | --------- | ---------- | ------------------ | -------- | ------- |
| gewonnen finales |            |           |            |                    |          |         |
| geen             |            |           |            |                    |          |         |
| verloren finales |            |           |            |                    |          |         |
| 1.               | 2021-07-18 | WTA Praag | hardcourt  | Barbora Krejčíková | 2-6, 0-6 | details |

### WTA-finaleplaatsen vrouwendubbelspel
| nr.              | finale     | toernooi      | ondergrond | partner             | tegenstandsters                  | score            |         |
| ---------------- | ---------- | ------------- | ---------- | ------------------- | -------------------------------- | ---------------- | ------- |
| gewonnen finales |            |               |            |                     |                                  |                  |         |
| 1.               | 2022-09-18 | WTA Portorož  | hardcourt  | Marta Kostjoek      | Cristina Bucșa Tereza Mihalíková | 6-4, 6-0         | details |
| verloren finales |            |               |            |                     |                                  |                  |         |
| 1.               | 2022-01-09 | WTA Melbourne | hardcourt  | Mayar Sherif        | Bernarda Pera Kateřina Siniaková | 2-6, 7-6, [5-10] | details |
| 2.               | 2022-01-14 | WTA Adelaide  | hardcourt  | Markéta Vondroušová | Eri Hozumi Makoto Ninomiya       | 6-1, 6-7, [7-10] | details |

### Gewonnen ITF-toernooien enkelspel
| nr. | finale     | toernooi    | dotatie | ondergrond | tegenstandster in finale | score    |
| --- | ---------- | ----------- | ------- | ---------- | ------------------------ | -------- |
| 1.  | 2014-04-13 | Iraklion    | $10.000 | hardcourt  | Pernilla Mendesová       | 6-4, 6-4 |
| 2.  | 2015-06-28 | Lenzerheide | $25.000 | gravel     | Nastja Kolar             | 6-3, 6-4 |
| 3.  | 2018-10-14 | Óbidos      | $25.000 | tapijt     | Katarzyna Kawa           | 7-6, 6-3 |
| 4.  | 2019-06-02 | Essen       | $25.000 | gravel     | Paula Badosa Gibert      | 6-2, 7-6 |

## Resultaten grandslamtoernooien
| Legenda | Legenda                          |
| ------- | -------------------------------- |
| g.t.    | geen toernooi gehouden           |
| l.c.    | lagere categorie                 |
| –       | niet deelgenomen                 |
| G       | uitgeschakeld in de groepsfase   |
| 1R      | uitgeschakeld in de eerste ronde |
| 2R      | uitgeschakeld in de tweede ronde |
| 3R      | uitgeschakeld in de derde ronde  |
| 4R      | uitgeschakeld in de vierde ronde |
| KF      | uitgeschakeld in de kwartfinale  |
| HF      | uitgeschakeld in de halve finale |
| F       | de finale verloren               |
| W       | het toernooi gewonnen            |
| w-v     | winst/verlies-balans             |

### Enkelspel
| toernooi        | 2017 |    | 2019 | 2020 | 2021 | 2022 |
| --------------- | ---- | -- | ---- | ---- | ---- | ---- |
| Australian Open | –    | –  | –    | –    | 2R   |      |
| Roland Garros   | –    | –  | –    | 2R   | 1R   |      |
| Wimbledon       | –    | 1R | g.t. | 3R   | 1R   |      |
| US Open         | 1R   | 1R | 1R   | 1R   | 1R   |      |

### Vrouwendubbelspel
| toernooi        | 2021 | 2022 |
| --------------- | ---- | ---- |
| Australian Open | –    | 2R   |
| Roland Garros   | –    | 1R   |
| Wimbledon       | 2R   | 2R   |
| US Open         | 2R   | 1R   |